# Grupa Zielonych w Parlamencie Europejskim
Grupa Zielonych w Parlamencie Europejskim – frakcja polityczna w Parlamencie Europejskim III i IV kadencji, istniejąca w latach 1989–1999 i reprezentująca ugrupowania zielonych.
Przewodniczącymi grupy byli: Maria Amélia Santos (1989–1990), Maria Adelaide Aglietta (1990–1994), Alexander Langer (1990, 1994–1995), Paul Lannoye (1990–1994), Claudia Roth (1994–1998), Magda Aelvoet (1997–1999).
Frakcję utworzono 25 lipca 1989 na początku III kadencji PE. W kadencji tej zieloni nie odnowili współpracy z regionalistami, która w poprzedniej kadencji skutkowała funkcjonowaniem wspólnej Grupy Tęcza. Do nowej frakcji na początku kadencji przystąpiło 30 eurodeputowanych. Odnowiono ją również w PE IV kadencji, liczyła na jej początku 23 posłów. Frakcja istniała do 1999. W kolejnej kadencji ponowiono koalicję z regionalistami, co skutkowało powołaniem grupy pod nazwą Zieloni – Wolny Sojusz Europejski.